# Mahaica-Berbice
Mahaica-Berbice (Regione 5) è una regione della Guyana, confinante con l'Oceano Atlantico a nord, la regione di Berbice Orientale-Corentyne a est, la regione di Alto Demerara-Berbice a sud e la regione di Demerara-Mahaica a ovest.
La regione ospita le città di Rosignol, Fort Washington, Mahaicony e Helena.
Il fiume Mahaica scorre lungo il confine occidentale della regione. Il fiume Berbice rappresenta il suo confine orientale. I fiumi Mahaicony e Abary scorrono da sud a nord nella regione.
La popolazione della regione contava 49.723 persone nel censimento ufficiale del 2012.
- 2012 : 49.723
- 2002 : 52.428
- 1991 : 51.280
- 1980 : 53.898